# Jean-Michel Saive
Pour les articles homonymes, voir Saive (homonymie).
Jean-Michel Saive (né à Liège le 17 novembre 1969) est un pongiste et un dirigeant sportif belge. Considéré comme l'un des meilleurs pongistes de l'histoire, il a remporté de nombreuses médailles internationales et est également reconnu pour sa longévité dans le sport de haut niveau.

## Biographie

### Carrière sportive

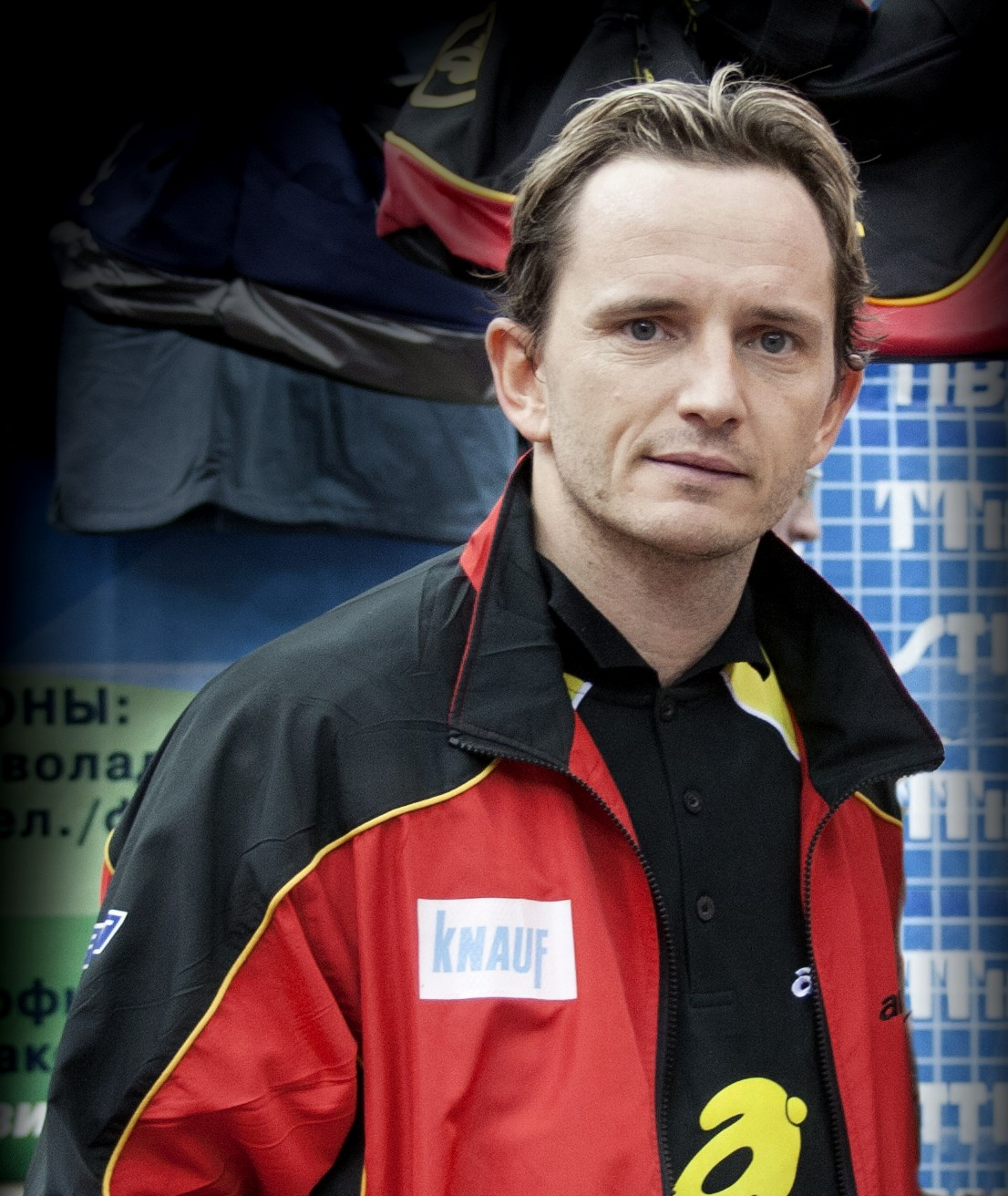
Jean-Michel Saive 2005

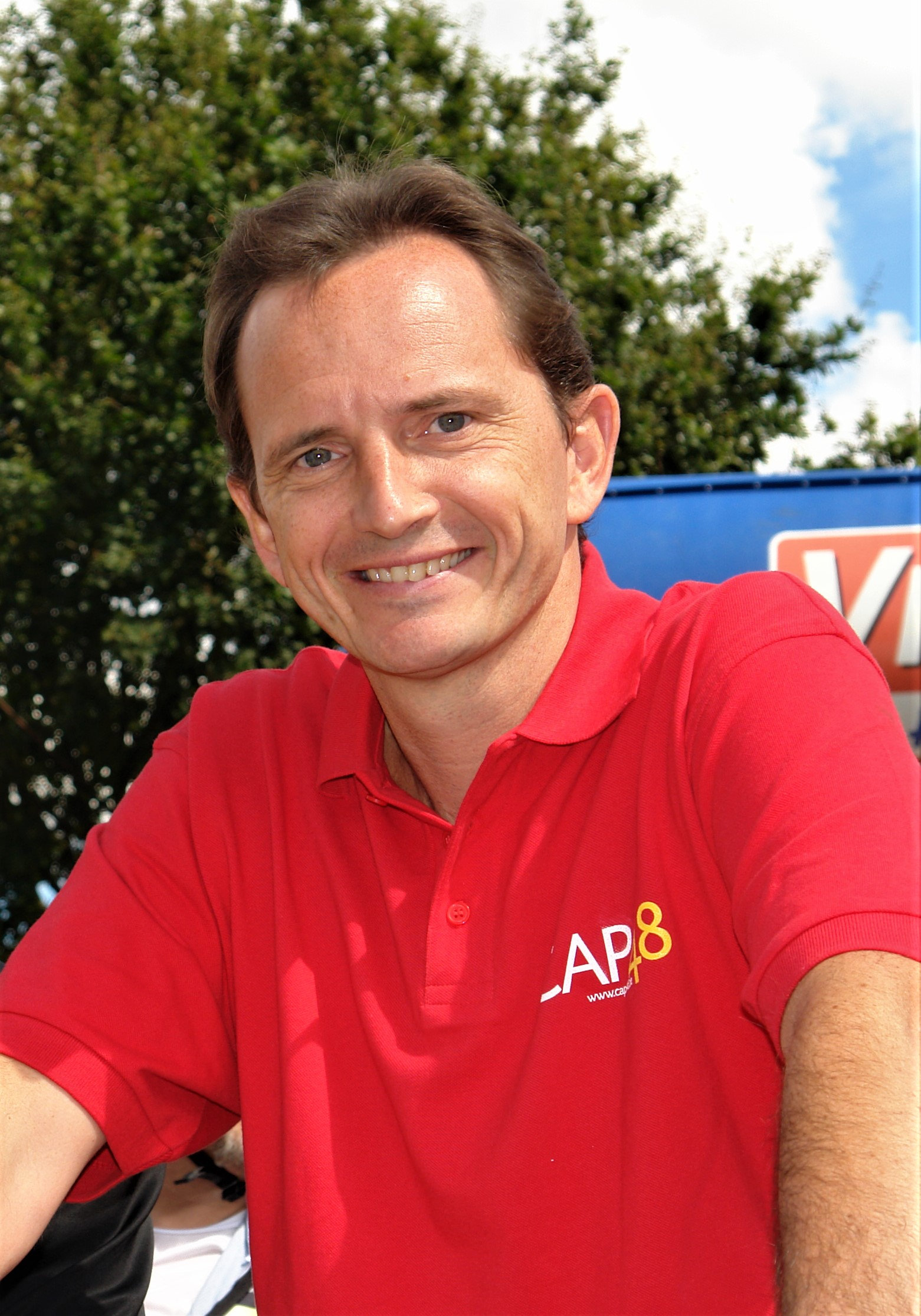
Jean-Michel Saive parrain du Beau vélo de Ravel 2012.

Né dans une famille de pongistes passionnés, il commence le tennis de table très jeune. À treize ans, il fait déjà partie des meilleurs joueurs belges et obtient sa première sélection dans l'équipe nationale.
En 1985, il est le premier joueur classé en Belgique, place qu'il occupe toujours en 2015.
En 1994, il atteint la première place mondiale qu'il gardera pendant 515 jours (du 9 février 1994 au 8 juin 1995 et du 26 mars 1996 au 24 avril 1996).
Ses nombreux exploits font de lui le plus grand pongiste belge de tous les temps mais également l'un des meilleurs sportifs que le Royaume de Belgique ait connu. En 1991, il est élu sportif de l'année et reçoit par ailleurs le trophée national du Mérite sportif.
Mais Jean-Michel Saive est autant connu pour ses victoires que pour sa sportivité. En 1988, il reçoit un diplôme du comité international pour le Fair Play.
En dehors de la table, son charisme, sa disponibilité et sa grande popularité font de lui un sportif mais aussi un homme très apprécié.
En 2007, il participe au spectacle Show Ping en compagnie des frères Taloche, de son frère Philippe Saive lui aussi pongiste et de l'humoriste Pierre Theunis.
En mai 2011, à 41 ans, Jean-Michel Saive se qualifie pour ses 7e Jeux olympiques à Londres en 2012 en disputant à Rotterdam ses 20e championnats du monde.
En 2012, il quitte la Villette de Charleroi à la suite de quelques problèmes financiers du Club pour se relancer un nouveau défi au CTT Logis Auderghem.
Avec Le  CTT Logis Auderghem, Jean-Michel est sacré champion de Belgique. Il s'agit de la première équipe à remporter le titre depuis les 25 titres consécutifs de la Villette Charleroi.
Le 3 décembre 2015 il annonce sa décision de se retirer des compétitions internationales.
Il est également connu pour avoir disputé le 4 janvier 2014 le match le plus hilarant de l'histoire du tennis de table avec le Taïwanais Chuan Chih-yuan lors du Tai Ben Invitational organisé à Taïwan.
Le 9 mai 2019, Jean-Michel Saive joue son tout dernier match lors d'un tournoi entre son club du Logis et l'Etoile Basse Sambre et prend sa retraite définitive 

### COIB
De 2013 à 2017, il a été président de la Commission des athlètes du Comité olympique et interfédéral belge (COIB).
Le 26 juin 2017, il devient vice-présidents du COIB.
En septembre 2020, il se porte candidat pour le poste de président du COIB. Il est élu président du COIB le 10 septembre 2021.

## Palmarès
2017

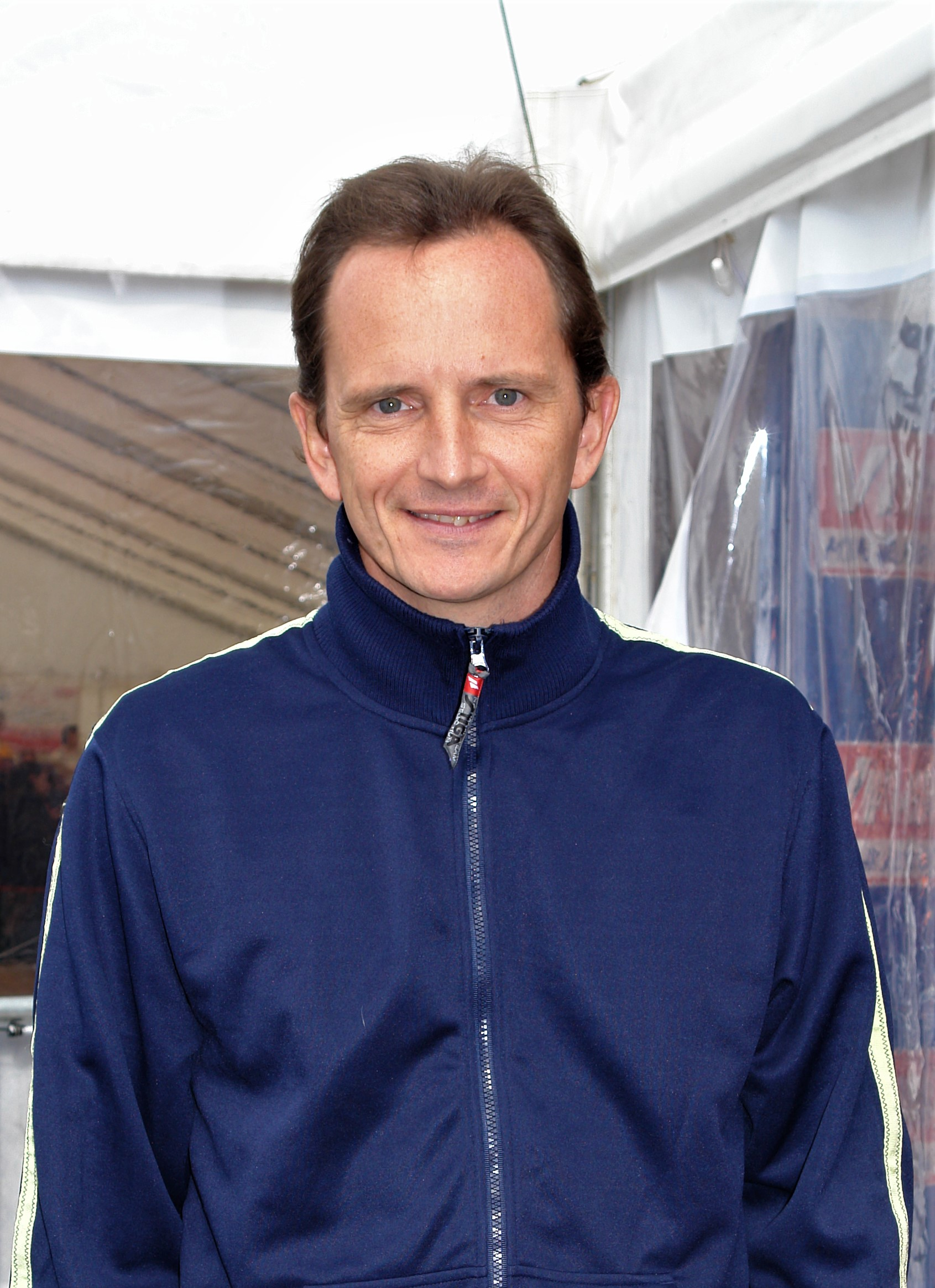
Jean-Michel Saive champion de Belgique 2012.

- Vainqueur de la coupe de Belgique avec le Logis d'Auderghem
- Champion de Belgique avec le Logis d'Auderghem

2016
- Vainqueur de la coupe de Belgique avec le Logis d'Auderghem
- Champion de Belgique avec le Logis d'Auderghem

2015
- Vainqueur de la coupe de Belgique avec le Logis d'Auderghem

2014
- Champion de Belgique individuel
- Champion de Belgique avec le Logis d'Auderghem
- Vainqueur de la coupe de Belgique avec le Logis d'Auderghem
- Il est également connu pour avoir disputé le match le plus hilarant de l'histoire du tennis de table le 4 janvier 2014 avec le Taïwanais Chuan Chih-yuan lors du Tai Ben Invitational organisé à Taïwan.

2013
- Champion de Belgique individuel
- Vainqueur de la coupe de Belgique avec le Logis d'Auderghem
- Champion de Belgique avec le Logis d'Auderghem

2012
- Champion de Belgique individuel
- Champion de Belgique avec la Villette de Charleroi

2011
- Champion de Belgique individuel
- Champion de Belgique avec la Villette de Charleroi

2010
- Finaliste de la Ligue des Champions
- Champion de Belgique avec la Villette de Charleroi

2009
- Champion de Belgique individuel
- Champion de Belgique avec la Villette de Charleroi

2008
- Championnats d'Europe avec l'équipe de Belgique
- Champion de Belgique individuel
- Champion de Belgique avec la Villette de Charleroi

2007
- Vainqueur de la Ligue des Champions
- Lauréat du mérite sportif de la Communauté Française
- Champion de Belgique individuel

2006
- Champion de Belgique individuel

2005
- Championnats d'Europe
- Champion de Belgique individuel
- Champion de Belgique avec la Villette de Charleroi

2004
- Champion de Belgique individuel
- Champion de Belgique avec la Villette de Charleroi

2003
- Vainqueur de la Ligue des Champions
- Champion de Belgique avec la Villette de Charleroi

2002
- Open du Qatar
- Champion de Belgique individuel
- Champion de Belgique avec la Villette de Charleroi

2001
- Championnat du monde des clubs avec la Royal Villette Charleroi
- Classement général au Pro Tour
- Wallon de l'année
- Championnats du Monde avec l'équipe de Belgique
- Champion de Belgique individuel
- Champion de Belgique avec la Villette de Charleroi

2000
- Champion de Belgique individuel
- Champion de Belgique avec la Villette de Charleroi

1999
- Champion de Belgique individuel
- Champion de Belgique avec la Villette de Charleroi

1998
- US Open
- Champion de Belgique individuel
- Champion de Belgique avec la Villette de Charleroi

1997
- Open d'Angleterre
- Champion de Belgique individuel
- Champion de Belgique avec la Villette de Charleroi

1996
- Open du Qatar
- Championnats du Monde avec l'équipe de Belgique
- Champion de Belgique individuel
- Champion de Belgique avec la Villette de Charleroi

1995
- Ligue Européenne avec la Belgique
- Champion de Belgique individuel
- Champion de Belgique avec la Villette de Charleroi

1994
- Championnats d'Europe
- European Master
- Top 12 européen
- Numéro un mondial du 9 février 1994 au 8 juin 1995
- Coupe d'Europe des clubs champions
- Champion de Belgique individuel
- Champion de Belgique avec la Villette de Charleroi

1993
- Championnats du Monde
- Open de Chine
- Champion de Belgique individuel

1992
- Championnats d'Europe
- Champion de Belgique individuel
- Champion de Belgique avec la Villette de Charleroi

1991
- Sportif belge de l'année
- Trophée national du Mérite sportif
- Championnats du Monde avec l'équipe de Belgique
- Champion de Belgique avec la Villette de Charleroi

1990
- Championnats d'Europe Doubles Mixtes
- Champion de Belgique avec la Villette de Charleroi

1989
- Prix mondial du Fair-Play Unesco
- US Open
- Champion de Belgique individuel

1988
- Champion de Belgique individuel

1987
- Championnats d'Europe Junior
- Champion de Belgique individuel

1986
- Championnats d'Europe Junior
- Champion de Belgique individuel

1985
- Champion de Belgique individuel

1984
- Championnats d'Europe Cadet

Il a participe à sept olympiades (Séoul 1988, Barcelone 1992, Atlanta 1996, Sydney 2000, Athènes 2004, Pekin 2008 et Londres 2012), portant même le drapeau de la délégation en 1996 et 2004.

## Parcours en club
- 4S Tours
- TTC Julich
- Royal Villette Charleroi
- Logis Auderghem NRCS (depuis le 4 juin 2012)

## Distinctions
- Officier du Mérite wallon (O.M.W.) (2012)[8]

- Commandeure du Mérite wallon (C.M.W.) (2024)[8]